# Наказний гетьман
Наказний гетьман (отаман) — в Україні у XVII—XVIII столітті особа, що тимчасово обіймала посаду гетьмана (отамана).
Наказного гетьмана обирала козацька старшина чи призначала генеральна старшина, як правило зі свого складу в разі смерті (в цьому випадку наказний гетьман виконував обов’язки до обрання постійного гетьмана) або тривалої відсутності гетьмана (отамана). Призначали наказного гетьмана (найчастіше з полковників) також для очолення у поході козацького війська, коли гетьман залишався у своїй резиденції.
Призначення наказного гетьмана оформлялося універсалом, а з 1720-х років — царським указом. Деякі наказні гетьмани очолювали державу лише кілька років: Яким Сомко (1660—1663), Павло Полуботок (1722—1724).